# Алфимов, Николай Георгиевич
Николай Георгиевич Алфимов (20 мая 1923, Смоленск — 1 октября 2006, Смоленск) — советский шашист. Мастер спорта СССР по шашкам. Играл в финалах чемпионатов РСФСР и СССР по русским и международным шашкам. В 1970-х годах выдвинулся в ряды сильнейших заочников СССР. В составе сборной Смоленска — бронзовый призёр заочного командного чемпионата РСФСР по международным шашкам 1988—1989 годов
Участник Великой Отечественной войны. Награждён орденом Отечественной войны 1-й степени, медалями «За освобождение Варшавы», «За победу над Германией».
Коренной смолчанин. Механик-линотипист. Начал играть в шашки в 1937 году. Занимался в шашечном кружке Дома пионеров (руководитель и тренер известный этюдист Маллер). В 1938 году занял первое место в городском турнире и стал чемпионом Смоленска. Первую категорию получил в 1939 году (Шашечный чемпионат РСФСР. Издание газеты «Вечерняя Москва», № 5 от 14 июня 1949 года, С. 1.).
Похоронен в семейной могиле на Тихвинском кладбище в Смоленске.

## Спортивные достижения
Дебютировал в чемпионате РСФСР в 1949 году.
Дебютировал в чемпионате СССР по шашкам в 1952 году.
Партия Алфимов Н. — Хейф Л. 1-0 (XIV чемпионат СССР, 1952), сыгранная дебютом «Отказанная городская партия» с примечаниями Исера Купермана.
В дебютной партии союзного чемпионата сыграл вничью с Зиновием Цириком.

...вспоминается его [Зиновия Цирика] партия с Н. Алфимовым из первого тура, в которой он, играя активно и предприимчиво, три раза применял жертву шашки, и лишь во всех случаях находчивость противника помогла последнему найти защиту от изобретательной и стремительной атаки.— 
Сама партия
1. c3-d4 f6-g5 2. b2-c3 g7-f6 3. a1-b2 d6-c5 4. g3-h4 c7-d6 5. h2-g3 b6-a5 6. d4:b6 a5:c7 7. a3-b4 d6-e5 8. e3-f4 g5:e3 9. f2:d4 e7-d6 10. g3-f4 e5:g3 11. h4:f2 h8-g7 12. b4-c5 d6:b4 13. c3:a5 f8-e7 14. d2-e3 f6-g5 15. f2-g3 g5-f4 16. g3:e5 h6-g5 первая жертва 17. b2-a3 e7-d6 18. g1-f2 d6:d2 19. c1:e3 g7-h6 20. f2-g3 g5-f4 21. g3:e5 c7-b6 22. a5:c7 b8:d2 23. e1:c3.

## Из воспоминаний коллег
Вениамин Городецкий в книге «Романтика шашек» писал:

В одном из чемпионатов РСФСР я встретился со своим хорошим товарищем смоленским мастером Николаем Алфимовым. Мне удалось получить выигрышную позицию, к тому же партнер попал в цейтнот. В азарте сражения после каждого своего хода я, видимо, слишком резко переводил часы. Николай на меня за это очень обиделся.
— Что же это ты так некрасиво вел себя, ведь и позиция у тебя подавляющая, а ты еще действовал мне на нервы, — сказал он после игры.

Я искренне извинился и с тех пор всегда очень аккуратно перевожу часы, часто теряя на этом драгоценные секунды.— Романтика шашек. — С. 113.
Григорий Ветрогон, Сергей Педько:

1971—76 г.г. — время бесспорного лидерства В. Голосуева, основную конкуренцию которому составляли М. Короткин, Н. Алфимов, Н. Берковский, Т. Барамидзе, А. Трейнбук.

## Семья
Родители: Анна Ивановна (16.02.1892—22.07.1979)
Брат — Юрий (Георгий) Георгиевич Алфимов (23.09.1926–9.01.2002) Служил: 11.1943 г. — 09.1944 г., в/ч 38081, сержант. Награды: медали «За боевые заслуги», «За победу над Германией», «За победу над Японией».
Супруга: Татьяна Захаровна (20.07.1928–18.01.2005)